# Port Allen
Port Allen – miasto w Stanach Zjednoczonych, w stanie Luizjana, siedziba administracyjna parafii West Baton Rouge.